# .22 kurz
Die Patrone .22 kurz wurde bis 2004 hauptsächlich im Bereich des Pistolen-Sportschießens verwendet.

## Bezeichnung
Im deutschen Nationalen Waffenregister (NWR) wird die Patrone unter Katalognummer 13 unter folgenden Bezeichnungen geführt (gebräuchliche Bezeichnungen in Fettdruck)
- .22 short (Hauptbezeichnung)
- .22 court
- .22 kurz
- .22 S&W RF
- .22 short RF
- .230 Revolver Rimfire
- 5,6x10,5R

## Konstruktiv
Die Patrone .22 kurz ist Munition mit Randfeuerzündung. Dabei trifft der Schlagbolzen der Feuerwaffe auf den vorstehenden hohlen Rand des Patronenbodens, welcher die Initialladung enthält, die das Treibladungspulver entzündet.

## Geschichte
Die .22 kurz wurde auf der Basis der 6 mm Flobert in den USA entwickelt. 1857 brachte die Firma Smith & Wesson ihren ersten Revolver, den Smith & Wesson No 1, in diesem Kaliber heraus. Die Originalpatrone hatte ein 29 grain schweres Geschoss und eine Schwarzpulverladung von 4 grain.
Erst 1927 brachte Remington eine .22 kurz mit korrosionsfreier Zündung auf den Markt. Bis dahin hatte die quetschbare Zündmasse im Hülsenrand unter anderem aus Quecksilberfulminat oder einer Mischung aus Kaliumchlorat und Antimonsulfat bestanden. Diese Bestandteile führten wegen freiwerdendem Quecksilber (Amalgambildung im Lauf)  oder den Schwefel- und Chlorverbindungen zu erheblicher Korrosion an den Waffenläufen.

## Verwendung
Die Patrone .22 kurz wurde bis 2004 für die Olympische Schnellfeuerpistole verwendet. Diese Disziplin wurde 2005 auf das Kaliber .22 lfB umgestellt. Heute wird die .22 kurz fast nicht mehr geschossen. Einige Landesverbände des Deutschen Schützenbundes haben zu diesem Zweck die Disziplin Olympische Schnellfeuerpistole alt in ihrer „Liste B“ eingeführt. Auch im Bund Deutscher Sportschützen kann die Patrone in den meisten Kurzwaffendisziplinen für Kleinkaliber verwendet werden.

## Vergleichbare Patronen und Leistungsbandbreite
Vergleichbare Patronen kann man zunächst kaliberbezogen im Bereich der Munition mit Projektilen um 5,6 mm bis 5,7 mm sehen.
Eine Benennung als Magnum (Kaliber) deutet darauf hin, dass eine Patrone im Vergleich zu ähnlichen Patronen höhere ballistische Leistungen hat. Meist haben Patronen mit längeren Hülsen auch höhere Leistungswerte. In dem Bereich der Munition sind zahlreiche Patronen großer Leistungsbandbreite konzipiert worden. Nachfolgend ein Überblick bei dem erkennbar ist, dass die .22 kurz im unteren Leistungssegment liegt.
| Kaliber            | Proj. ⌀ mm | Hülse mm | Energie Eo-Joule |
| ------------------ | ---------- | -------- | ---------------- |
| .22 kurz           | 5,72       | 10,69    | 104              |
| .22 lfB            | 5,72       | 15,57    | 11–265 J         |
| .22 WMR            | 5,72       | 26,80    | 410–440          |
| 5,7 × 28 mm        | 5,70       | 28,90    | 538              |
| .221 Rem. Fireball | 5,70       | 35,56    | ca. 1.400        |

| Kaliber             | Proj. ⌀ mm | Hülse mm | Energie Eo-Joule |
| ------------------- | ---------- | -------- | ---------------- |
| .222 Remington      | 5,69       | 43,18    | 1300–1700        |
| 5,56 × 45 mm NATO   | 5,69       | 44,70    | ca. 1.800        |
| .224 Weatherby Mag. | 5,72       | 48,8     | 1100–1750        |
| 5,6 x 50 R Mag.     | 5,70       | 50       | 820–1750         |
| .223 WSSM           | 5,70       | 42,4     | 2000–2800        |